# Manuel José Martins Capela
Manuel José Martins Capela (Carvalheira, 28 de outubro de 1842 – Carvalheira, 6 de março de 1925) foi padre, professor, latinista e tradutor, divulgador do Neotomismo, jornalista e arqueólogo português.

## Biografia
Nasceu em 1842, na freguesia de Carvalheira, Terras de Bouro. Já aos 9 anos, estudava latim com o seu tio-avô que era padre. Em 1859 conclui o curso do Liceu e começa o curso Teológico. Com apenas 20 anos termina o seu curso e como não tinha idade para a Ordenação Sacerdotal, passou 4 anos a ajudar o padre de Carvalheira. Ordenou-se sacerdote em 26 de Março de 1866. Entre 1867 e 1869 foi escrivão do juízo de paz em Cibões. Em 3 de Setembro de 1870 torna-se presbítero encomendado (não colocado) na sua aldeia e depois em Cabeceiras de Bastos, para voltar como pároco na sua terra até fim de 1879.
A partir de 1880, dedicou-se ao magistério, sendo professor de Filosofia, História, Ciências, Física e Química no Colégio da Formiga em Ermesinde (1880–1884), no Colégio do Espírito Santo em Braga (1884–1888), no liceu de Viana do Castelo (1888–1896), no liceu de Braga (1896–1904) e enfim no Seminário Conciliar de Braga (1896–1910 e 1912). Neste último estabelecimento, como professor de filosofia introduziu a disciplina de filosofia Neotomista. Na pedagogia, depois de viajar e observar seminários e institutos religiosos em França, Itália e Espanha, com o objetivo de comparar o sistema de ensino, defendeu as "sabatinas", isto é, exercícios escolares que permitissem instigar o estudo e o espírito dos alunos e dinamizou academias, conferências escolares e atividades de carácter intelectual — o padre Capela também desempenhou um papel relevante em instituições da Igreja Católica. Em Viana, esteve associado à fundação da Conferência de São Vicente de Paulo. Comissário da Ordem Terceira do Carmo, foi o principal fundador (1892) da Congregação Escolar de S. Luís Gonzaga, e foi finalmente sócio honorário da Associação Católica de Braga. 
Sendo conservador, tradicionalista e monárquico, foi entre 1903 e 1910, um dos principais dirigentes do Partido Nacionalista em Braga com o objetivo de dar uma representatividade política aos católicos, mas depressa ficou desiludido com as politiquices e as lutas internas para satisfazer ambições pessoais. Com a revolução em 1910, o seminário fechado e transformado em caserna, o padre Capela retirou-se para a sua aldeia, onde acabou as obras do monumento ao Coração de Jesus das Mós iniciadas por ele em 1902, e redigiu a monografia sobre a Igreja dos Remédios de Braga. Foi novamente professor no seminário de Braga de janeiro de 1912 até novembro do mesmo ano, altura em que demitiu-se por motivos de saúde. Faleceu a 3 de novembro de 1925, com 82 anos, em Carvalheira, na casa paterna, a “casa de Silvestre”. O seu túmulo encontra-se na igreja de Carvalheira.[carece de fontes?]

## O arqueólogo

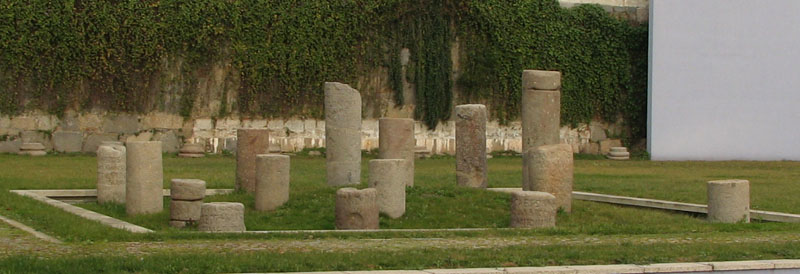
A Série Capela identifica diversos conjuntos de marcos miliários que foram classificados em 1910, referenciados ao inventário realizado por Martins Capela na sua obra sobre os Marcos Miliários do Conventus Bracaraugustanus datada de 1895. Nesse trabalho, Capela inventaria um conjunto de 21 miliários, ou fragmentos de miliários, para os quais não identifica a Via de que fariam parte, dos quais, 20 encontravam-se no Campo das Carvalheiras, em Braga, e 1 junto da Igreja de Freixo, em Marco de Canavezes.

Nascido perto da Via Nova, e latinista desde pequeno, interessou-se muito cedo aos miliários e a epigrafia latina. Dedicou-se primeiro a conservação dessa via romana, mas a sua viagem a Roma em 1877 aumentou e alargou o seu interesse pela história e arqueologia. Depois aproveitou as suas diferentes colocações em estabelecimentos de ensino para percorrer as diversas vias romanas e ao fim de 20 anos de trabalho publicou a sua obra principal "Miliários do Conventus Bracaraugustanus em Portugal (1895)" com o precioso levantamento dos miliários do Norte de Portugal, alguns tendo entretanto já desaparecidos.
| “ | […] recordamos o importante trabalho de campo efetuado pelo Padre Martins Capela nos finais do século XIX, ainda hoje de consulta obrigatória para quem queira estudar as vias romanas da Calécia bracarense | ” |
|   | — Os miliários como fontes históricas e arqueológicas, Vasco Gil Mantas,. |   |

Também como arqueólogo e historiador exerceu vários cargos, como colaborador científico de Francisco Martins Sarmento (1882–1890); sócio-correspondente da Real Associação dos Arquitetos Civis e Arqueólogos (1892), da qual foi presidente da delegação bracarense (1906–1909); sócio-correspondente da Academia Real das Ciências de Lisboa (1896), do Instituto de Coimbra (1896) e da Real Academia de História de Madrid (1898) e da Academia de Berlim.

## Livros publicados
- “A Roma!”, Guimarães, 1880
- Opportunidade da Philosophia Thomista em Portugal, Viana, 1892
- Noção Summaríssima dos Princípios d'Ética — Additamento aos “Elementos de Philosophia” do Dr. Sinibaldi, Viana, 1893
- Milliarios do Conventus de Bracaraugustanus, Porto, 1895.
- De Sapientia, Porto, 1898.
- “A Roma! Vinte e três annos depois”, Braga, 1909.

Publicou uma revista quinzenal de março a junho de 1888 “O Escholio”, vários artigos em A Palavra - Correio Nacional - A Ordem - O Progresso Católico - A Restauração - Voz da Verdade - Semana Religiosa Bracarense - Ilustração Católica …, colaborou com Pinho Leal na redação do Portugal Antigo e Moderno entre 1870 e 1879, no entanto as suas traduções de Tertuliano, Santo Isidoro de Sevilha e São Nilo demoram inéditas.

## Homenagens

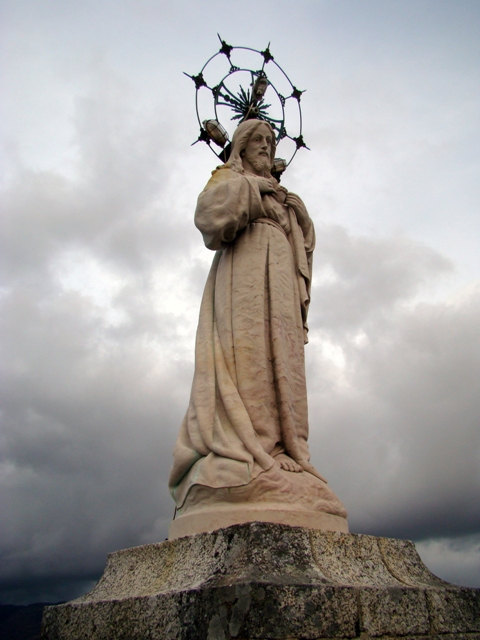
Pormenor do Bom Jesus das Mós em Carvalheira

- Em 1903, foi nomeado Oficial da Ordem Militar de Sant'Iago da Espada do Mérito Científico, Literário e Artístico, e em 1908, foi nomeado membro da Comissão de Salvaguarda dos Monumentos da Cidade de Braga, pela sua dedicação àquela área.[1]
- O largo frente a igreja de Carvalheira tem o seu nome e a sua estátua.
- Em 1992 a Câmara Municipal de Terras de Bouro publicou o livro “Padre Martins Capela Escritos dispersos” comemorando os 150 anos do aniversário de Martins Capela com textos escritos por ele.
- Um outro livro foi lançado em 2013 com o nome “Senhor Jesus do Monte das Mós” para o 1.º centenário da Inauguração do Monumento também lançado pela Câmara Municipal de Terras de Bouro.